# Rhacopilopsis flexilis
Rhacopilopsis flexilis là một loài Rêu trong họ Hypnaceae. Loài này được (Renauld & Cardot) W.R. Buck miêu tả khoa học đầu tiên năm 1993.